# Носс, Сара
Са́ра Де-Ремер Носс (англ. Sarah DeRemer Knauss; 24 сентября 1880, Голливуд, Пенсильвания, США — 30 декабря 1999, Аллентаун, Пенсильвания, США) — американская долгожительница, возраст которой подтверждён Группой геронтологических исследований (GRG) и Книгой рекордов Гиннесса, также она старейшая жительница Земли с 4 августа 1997 года по 30 декабря 1999 года. Она прожила в общей сложности 119 лет 97 дней, что соответствует 43 562 дням. Сара Носс — последний человек, родившийся в 1880 году. Является старейшей когда-либо жившей верифицированной жительницей США, а также 3-м в мире. На момент смерти она была 2-м старейшим человеком в истории, стабильно удерживая второе место на протяжении 22 лет, уступая только Жанне Кальман, однако 10 апреля 2022 года её рекорд по возрасту превзошла японка Канэ Танака.

## Биография

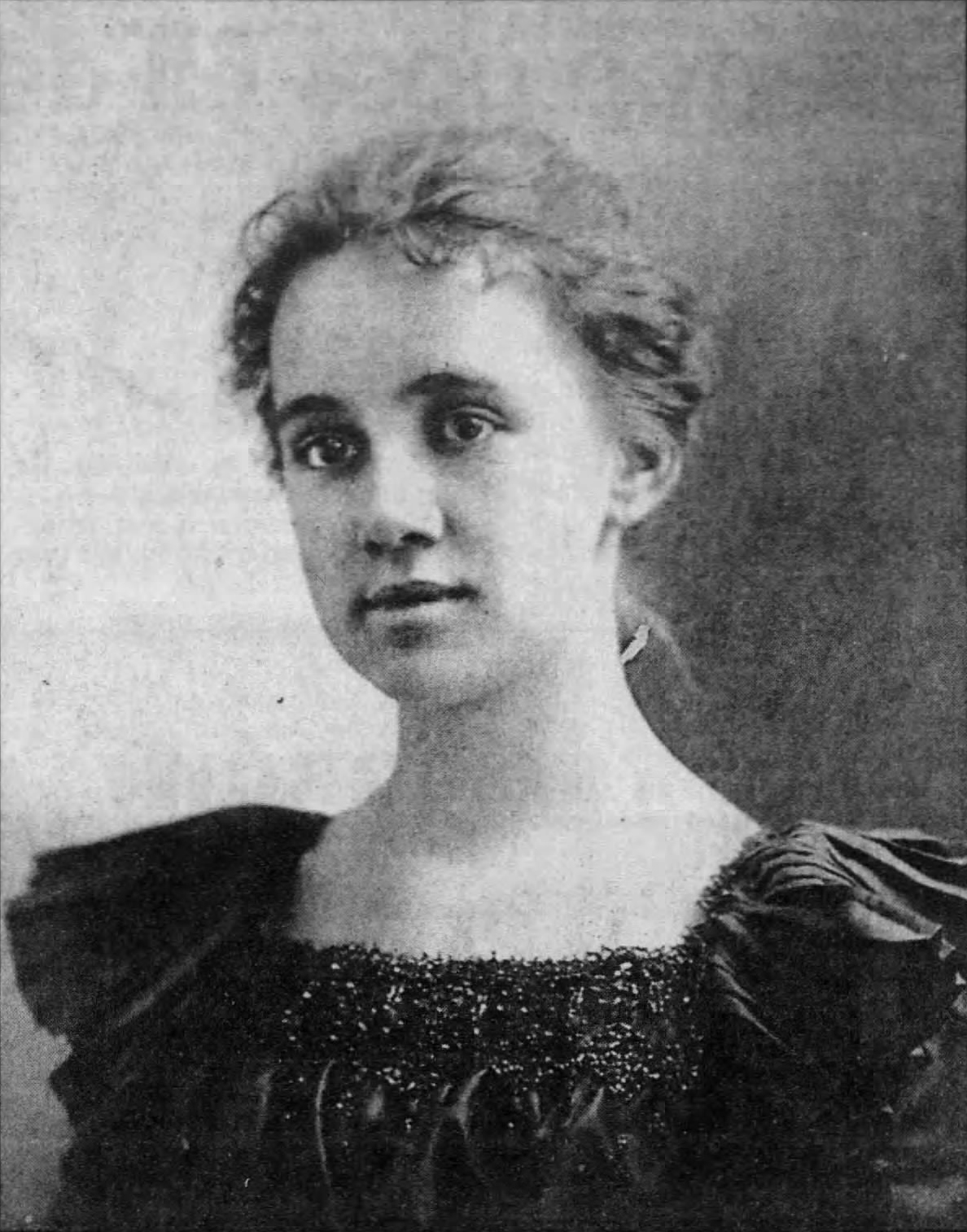
Сара Носс в 17 лет (1897 год)

Родилась в городе Голливуд, штат Пенсильвания, её родителями были Уолтер и Амелия Кларк. Работала страховым менеджером, в 1901 году вышла замуж и стала домохозяйкой. В 1903 году родила дочь Кэтрин. 
В возрасте 117 лет она была признана старейшим человеком в мире. Когда её родные рассказали ей об этом, Сара в ответ улыбнулась и сказала: «Ну и что?». Она умерла за 33 часа до празднования 2000 года в доме престарелых, в котором жила на протяжении 9 лет.
Носс пережила семь войн с участием США и администрации 23 президентов.
В её семье также была история долголетия: её бабушка по отцовской линии дожила до 98 лет, а её двоюродная сестра Минни Кресдж (2 октября 1893 - 24 февраля 1999) дожила до 105 лет. Её единственная дочь Кэтрин Носс умерла в 2005 году, прожив 101 год.
Вместе с дочерью Кэтрин Сара в 1999 году была занесена в Книгу рекордов Гиннесса как родитель и ребёнок, одновременно живущие и имеющие наибольший совокупный возраст 215 лет (119 у Сары и 96 на тот момент у Кэтрин).